# Fuente de Pedro Naharro (kommunhuvudort)
Fuente de Pedro Naharro är en kommunhuvudort i Spanien.   Den ligger i provinsen Provincia de Cuenca och regionen Kastilien-La Mancha, i den centrala delen av landet, 80 km sydost om huvudstaden Madrid. Fuente de Pedro Naharro ligger 774 meter över havet och antalet invånare är 1 280.
Terrängen runt Fuente de Pedro Naharro är platt.Runt Fuente de Pedro Naharro är det mycket glesbefolkat, med 6 invånare per kvadratkilometer. Närmaste större samhälle är Tarancón, 9,3 km norr om Fuente de Pedro Naharro. Trakten runt Fuente de Pedro Naharro består till största delen av jordbruksmark.